# Lazuri (gmina Sohodol)
Lazuri – wieś w Rumunii, w okręgu Alba, w gminie Sohodol. W 2011 roku liczyła 133 mieszkańców.